# Lewis Coser
Lewis Alfred Coser, ursprünglich Ludwig Cohen, manchmal auch abweichend Ludwig Cohn (* 27. November 1913 in Berlin; † 8. Juli 2003 in Cambridge, Massachusetts) war ein US-amerikanischer Soziologe.
Der Sohn einer wohlhabenden und gebildeten Familie (sein Vater war Börsenmakler in Berlin) emigrierte als 20-jähriger ‚Linker‘ 1933 aus Hitlerdeutschland, wo das NS-Regime nach der Machtübernahme mit der Verfolgung von politisch oder rassisch Missliebigen und der Gleichschaltung der Gesellschaft begonnen hatte. Er studierte an der Sorbonne in Paris und floh später über Portugal in die USA. 1944 Promotion an der Columbia University, 1951 bis 1968 Professor an der Brandeis University, danach an der State University of New York; 1967/68 amtierte er als Präsident der Society for the Study of Social Problems, 1974 bis 1975 als Präsident der American Sociological Association. 1982 wurde er in die American Academy of Arts and Sciences aufgenommen. Seine Ehefrau war die Soziologin Rose Laub Coser (1916–1994).

## Theoretischer Ansatz
Coser wendete sich gegen Harmonie- und Gleichgewichtsmodelle, welche er für unangemessen hielt, und versuchte, mit seinem Konzept aktuelle politische und soziale Probleme zu erfassen. Sein theoretischer Ansatz – in kritischer Halbdistanz zum Strukturfunktionalismus – fußt auf dem Streit von Georg Simmel und spielte in den internationalen Debatten um eine Konfliktsoziologie in den 1960er Jahren eine bedeutende Rolle (vgl. Ralf Dahrendorf, John Rex, Hans-Jürgen Krysmanski u. a.); er ist auch im Hinblick auf seine Eignung für empirische Analysen konstruiert. Coser betonte den Nutzen von Konflikten für die Gesellschaftsordnung und für viele soziale Situationen. Soziale Konflikte sind ihm Bedingung für den sozialen Wandel; seine Begriffe des realistic und des unrealistic conflict wurden vielfach benutzt (in der deutschen Übersetzung steht, etwas irreführend, dafür echter bzw. unechter Konflikt).

## Schriften
- The Functions of Social Conflict. Free Press, Glencoe 1956, sowie Routledge & K. Paul, London 1956.
  - Theorie sozialer Konflikte. Verlag für Sozialwissenschaften, Wiesbaden 2009, ISBN 978-3-531-16582-0 (übersetzt von Sebastian und Hanne Herkommer, erste Ausgabe der Übersetzung: Luchterhand, Neuwied/Berlin 1965, Band 30 der Soziologischen Texte).
- (Hrsg.): Sociological Theory. A book of readings. Macmillan, New York (u. a.) 1964.
- Men of Ideas. A Sociolist’s View. Free Press (u. a.), New York 1965, ISBN 0-684-83328-X.
- Political Sociology. Selected essays. Harper & Row, New York 1967.
- Continuities in the Study of Social Conflict. Free Press, New York 1967, ISBN 0-02906-780-4.
- Masters of Sociological Thought. Ideas in Historical and Social Context. Harcourt Brace Jovanovich, New York 1970, 2. Aufl. Waveland Press, Long Grove 2003, ISBN 1-57766-307-1 (Einführung in die soziologischen Klassiker).
- Greedy Institutions. Patterns of Undivided Commitment. The Free Press, New York 1974, ISBN 0-02-906750-2.
  - Gierige Institutionen. Suhrkamp, Berlin 2015, ISBN 978-3-518-29719-3 (übersetzt und mit einem Nachwort versehen von Marianne Egger de Campo).
- The Idea of Social Structure, Papers in Honor of R. K. Merton. Harcourt Brace Jovanovich, New York 1975.
- The Uses of Controversy in Sociology. Free Press, New York 1976.
- Refugee Scholars in America. Their Impact and Their Experiences. Yale University Press, New Haven 1984, ISBN 0-300-03193-9.
- Conflict and Consensus. A Festschrift in Honor of Lewis A. Coser. Free Press, New York 1984, ISBN 0-02-925400-0.